# Kevyn Adams
Kevyn William Adams (* 8. října 1974 Washington, D.C.) je bývalý americký hokejový útočník a trenér.

## Hráčská kariéra
Univerzitní hokej začínal hrát za Miami University RedHawks v letech 1992-1996. RedHawks působil v lize CCHA. Během působení v RedHawks, byl v roce 1993 vybrán ve vstupním draftu NHL týmem Boston Bruins jako jednička z 25., místa. Za Boston Bruins neodehrál žádný zápas. V poslední sezoně za RedHawks byl kapitánem mužstva. První rok v seniorském hokeji strávil pouze v týmu Grand Rapids Griffins, který hrál již v zaniklé lize IHL. 7. srpna 1997 podepsal smlouvu jako volný hráč s týmem Toronto Maple Leafs. Za Toronto Maple Leafs první dvě sezony moc nehrál, hrával převážně na jejich farmě v St. John's Maple Leafs, výrazného posunu do hlavního kádru Toronta se dočkal až ve třetím ročníku. V roce 2000 byl vybrán v rozšířeném draftu NHL nováčkem soutěže Columbus Blue Jackets. Po draftu se připojil k týmu Blue Jackets, ve kterém strávil necelou část sezony 2000/01. 13. března 2001 byl se čtvrtým kole draftu vyměněn do týmu Florida Panthers za útočníka Ray Whitney. Ve Floridě dokončil sezonu a načal i následující. K další výměně došlo 16. ledna 2002, společně s Bretem Hedicanem a Tomášem Malecem byli vyměněni za Sandise Ozoliņše a Byronem Ritchiem do Carolina Hurricanes. Během výluky v NHL 2004/05 odehrál devět zápasů v základní části v německé nejvyšší soutěži za tým DEG Metro Stars. Po výluce v NHL se vrátil zpět do Carolina Hurricanes. V sezoně 2005/06 dopomohl týmu vybojovat historický první Stanley Cup. 8. ledna 2007 byl vyměněn do Phoenix Coyotes za německého obránce Dennise Seidenberga. Za Coyotes pouze dohrál sezonu. 11. srpna 2007 byl naposled v kariéře vyměněn, místo si vyměnil za českého útočníka Radima Vrbatu z Chicago Blackhawks. V průběhu sezony 2007/08 si vážně poranil koleno, kvůli toho musel vynechat převážnou část kariéry. 7. října 2008 byl propuštěn z klubu. 6. ledna 2009 ukončil kariéru, aby se mohl stát hráčském agentem.

## Trenerská kariéra
3. srpna 2011 byl jmenován asistentem hlavního trenéra v Buffalo Sabres. 9. května 2013, dva dny poté, co Sabres jmenoval hlavního trenéra Rona Rolstona, byl z organizace propuštěn.

## Ocenění a úspěchy
- 1995 CCHA - Druhý All-Star tým

## Prvenství
- Debut v NHL - 1. října 1997 (Toronto Maple Leafs proti Washington Capitals)
- První asistence v NHL 15. května 1999 (Toronto Maple Leafs proti Pittsburgh Penguins)
- První gól v NHL 3. ledna 2000 (Toronto Maple Leafs proti Buffalo Sabres, kanadskému brankáři Dwayne Roloson)

## Klubové statistiky
| Sezóna       | Klub                      | Soutěž       |     | Základní část | Základní část | Základní část | Základní část | Základní část |   | Play off | Play off | Play off | Play off | Play off |
| Sezóna       | Klub                      | Soutěž       | Z   | G             | A             | B             | TM            | Z             | G | A        | B        | TM       |          |          |
| 1990–91      | Niagara Scenics           | NAHL         | 55  | 17            | 20            | 37            | 24            | —             | — | —        | —        | —        |          |          |
| 1991–92      | Niagara Scenics           | NAHL         | 40  | 25            | 33            | 58            | 51            | —             | — | —        | —        | —        |          |          |
| 1992–93      | Miami University RedHawks | CCHA         | 40  | 17            | 15            | 32            | 18            | —             | — | —        | —        | —        |          |          |
| 1993–94      | Miami University RedHawks | CCHA         | 36  | 15            | 28            | 43            | 24            | —             | — | —        | —        | —        |          |          |
| 1994–95      | Miami University RedHawks | CCHA         | 38  | 20            | 29            | 49            | 30            | —             | — | —        | —        | —        |          |          |
| 1995–96      | Miami University RedHawks | CCHA         | 36  | 17            | 30            | 47            | 30            | —             | — | —        | —        | —        |          |          |
| 1996–97      | Grand Rapids Griffins     | IHL          | 82  | 22            | 25            | 47            | 47            | 5             | 1 | 1        | 2        | 4        |          |          |
| 1997–98      | Toronto Maple Leafs       | NHL          | 5   | 0             | 0             | 0             | 7             | —             | — | —        | —        | —        |          |          |
| 1997–98      | St. John's Maple Leafs    | AHL          | 59  | 17            | 20            | 37            | 99            | 4             | 0 | 0        | 0        | 4        |          |          |
| 1998–99      | Toronto Maple Leafs       | NHL          | 1   | 0             | 0             | 0             | 7             | 7             | 0 | 2        | 2        | 14       |          |          |
| 1998–99      | St. John's Maple Leafs    | AHL          | 80  | 15            | 35            | 50            | 85            | 5             | 2 | 0        | 2        | 4        |          |          |
| 1999–00      | St. John's Maple Leafs    | AHL          | 23  | 6             | 11            | 17            | 24            | —             | — | —        | —        | —        |          |          |
| 1999–00      | Toronto Maple Leafs       | NHL          | 52  | 5             | 8             | 13            | 39            | 12            | 1 | 0        | 1        | 7        |          |          |
| 2000–01      | Columbus Blue Jackets     | NHL          | 66  | 8             | 12            | 20            | 52            | —             | — | —        | —        | —        |          |          |
| 2000–01      | Florida Panthers          | NHL          | 12  | 3             | 6             | 9             | 2             | —             | — | —        | —        | —        |          |          |
| 2001–02      | Florida Panthers          | NHL          | 44  | 4             | 8             | 12            | 28            | —             | — | —        | —        | —        |          |          |
| 2001–02      | Carolina Hurricanes       | NHL          | 33  | 2             | 3             | 5             | 15            | 23            | 1 | 0        | 1        | 4        |          |          |
| 2002–03      | Carolina Hurricanes       | NHL          | 77  | 9             | 9             | 18            | 57            | —             | — | —        | —        | —        |          |          |
| 2003–04      | Carolina Hurricanes       | NHL          | 73  | 10            | 12            | 22            | 43            | —             | — | —        | —        | —        |          |          |
| 2004–05      | DEG Metro Stars           | DEL          | 9   | 1             | 2             | 3             | 4             | —             | — | —        | —        | —        |          |          |
| 2005–06      | Carolina Hurricanes       | NHL          | 82  | 15            | 8             | 23            | 36            | 25            | 0 | 0        | 0        | 14       |          |          |
| 2006–07      | Carolina Hurricanes       | NHL          | 35  | 2             | 2             | 4             | 17            | —             | — | —        | —        | —        |          |          |
| 2006–07      | Phoenix Coyotes           | NHL          | 33  | 1             | 7             | 8             | 8             | —             | — | —        | —        | —        |          |          |
| 2007–08      | Chicago Blackhawks        | NHL          | 27  | 0             | 2             | 2             | 13            | —             | — | —        | —        | —        |          |          |
| Celkem v NHL | Celkem v NHL              | Celkem v NHL | 540 | 59            | 77            | 136           | 317           | 67            | 2 | 2        | 4        | 39       |          |          |

## Reprezentace
| Rok    | Tým    | Soutěž | Z | G | A | B | TM |
| ------ | ------ | ------ | - | - | - | - | -- |
| 1994   | USA 20 | MSJ    | 7 | 4 | 3 | 7 | 2  |
| 2005   | USA    | MS     | 1 | 0 | 0 | 0 | 0  |
| Celkem | Celkem | Celkem | 8 | 4 | 3 | 7 | 2  |